# Витулано, Карина
Карина Сюзана Витулано (итал. Carina Susana Vitulano; 22 июля 1975, Буэнос-Айрес) — итальянский футбольный судья.

## Биография
Родилась в 1975 году в Буэнос-Айресе в семье футболиста Мигеля Витулано, выступавшего за «Перуджу» в сезоне 1973/74, «Салернитану» (1975) и «Ливорно» (1976—1979).
Имеет диплом инженера. Первый опыт судейства датируется 1993 годом. Наряду с тремя коллегами вошла в историю как первая женщина-судья, работавшая на профессиональном матче мужских команд (Примавера).
Судья ФИФА с 2005 года.
Карина — мать двоих детей: сына Филиппо и дочери Алессии.